# Tina Redshaw

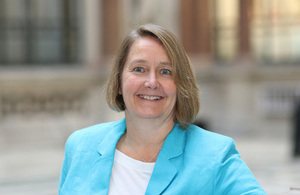
Tina Redshaw (2018)

Tina Redshaw ist eine britische Diplomatin.

## Werdegang
Redshaw hat einen Master-Abschluss in Internationalem Entwicklungsmanagement von der Open University und einen Bachelor-Abschluss in Sprache und Linguistik von der University of York.
Sie arbeitete zunächst bei der britischen Freiwilligenorganisation VSO als Länderdirektor für China und die Mongolei und anschließend als Regionaldirektor für Südostasien. Danach trat sie dem britischen Auswärtigen Dienst bei. Zweimal arbeitete sie an der britischen Botschaft in Peking (2000–2003 und 2007–2010). Dazwischen war sie britischer Botschafterin für Osttimor. Die Ernennung erfolgte am 23. Mai 2003. Ihren Dienst trat sie im Dezember an. Im Juli 2006 wurde die Botschaft in der Landeshauptstadt Dili geschlossen. Die Zuständigkeit für Osttimor ging dann an die britische Botschaft im indonesischen Jakarta. Redshaw hatte das Botschaftsamt noch bis 2007 inne. Von 2013 bis 2016 war Redshaw britische Generalkonsulin im chinesischen Chongqing. Danach war sie in London im Außenministerium als stellvertretende Leiterin für Klimawandel und Energie sowie in den Abteilungen China und Südostasien tätig.
Im Juli 2018 wurde Redshaw zur britischen Botschafterin in Kambodscha ernannt.

## Sonstiges
Redshaw spricht Mandarin, Deutsch und Khmer und hat einige Grundkenntnisse in Französisch, Spanisch, Tetum und Thai.